# Marquette Heights
Marquette Heights város az USA Illinois államában, Tazewell megyében. Lakosainak száma 2541 fő (2020. április 1.).

## Népesség
A település népességének változása:

| 2010 | 2 824 |
| 2020 | 2 541 |